# Tamazouzte
Tamazouzte est une commune rurale de la province d'Al Haouz, dans la région de Marrakech-Safi, au Maroc. Elle ne dispose pas de centre urbain. Son chef-lieu est un village du même nom.
La commune rurale de Tamazouzte est située dans le caïdat de Sidi Abdallah Ghiat, lui-même situé au sein du cercle d'Aït Ourir.

## Historique
La création de la commune de Tamazouzte a lieu en 1992, dans le cadre d'un découpage territoriale qu'a connu le royaume
.

## Démographie
Elle a connu, de 1994 à 2004 (années des derniers recensements), une hausse de population, passant de 11 216 à 12 245 habitants.

## Administration et politique
La commune de Tamazouzte dispose d'un centre de santé communal situé dans son chef-lieu.